# Karl Hinz
Karl F. Hinz (* 12. April 1934 in Klebow, Kreis Greifenhagen; † 8. August 2016 in Hannover) war ein deutscher Geologe, Geophysiker und Meeresforscher.
Karl Hinz studierte 1953 bis 1958 Geologie an der Humboldt-Universität Berlin und anschließend Geophysik an der Bergakademie Clausthal, wo er 1964 promoviert wurde (Zur Geologie der südlichen Nordsee nach Reflexionsseismischen Untersuchungen). Er war bei der VEB Erdöl und Erdgas und später am Niedersächsischen Landesamt für Bodenforschung und an der Bundesanstalt für Geowissenschaften und Rohstoffe (BGR) in Hannover, wo er 1985 Direktor und Professor wurde. 1975 bis 1985 leitete er die Unterabteilung Explorations-Geophysik an der BGR und 1985 bis 1993 die Abteilung marine Geophysik und Polarforschung. 1999 ging er in den Ruhestand. Er war als einziger und bisher letzter deutscher Vertreter 1997 bis 2002 in der Commission on the Limits of the Continental Shelf (CLCS) der UN, die insbesondere für die Rechte der Anrainerstaaten auf die unterseeischen Bodenschätze der Arktis zuständig ist. Als Mitglied dieser Kommission war er auch an der vorläufigen Zurückweisung weitgehender russischer Ansprüche auf die Arktis 2001 beteiligt. Er unterhielt 2010 noch ein eigenes Büro in Hannover und beriet zum Beispiel die Regierung von Surinam.
Er war an zahlreichen Meeresforschungs-Expeditionen beteiligt zur Erforschung von Aspekten der Plattentektonik und zur Erkundung von Rohstoffen. Unter anderem forschte er auch in der Scotiasee zwischen Argentinien und Antarktis. Ab 1968 war er in mehreren Kommissionen und Arbeitsgruppen des Deep Sea Drilling Project (DSDP) und Ocean Drilling Program (ODP). 1987 bis 1990 war er im wissenschaftlichen Komitee des International Geoscience Programme (IGCP) der UNESCO.
Er publizierte rund 140 wissenschaftliche Arbeiten. Er war Mitherausgeber von Marine and Petroleum Geology. Hinz war Träger des Bundesverdienstkreuzes.
Darüber hinaus war er im Nutzerbeirat der Polarstern beim Alfred-Wegener-Institut.
Nach ihm benannt ist der Hinzberg in der Antarktis.

## Ehrungen
- 2003: Weyprecht-Medaille der Deutschen Gesellschaft für Polarforschung
- 2007: Rebeur-Paschwitz-Preis der Deutschen Geophysikalischen Gesellschaft